# Acquasanta Terme
Acquasanta Terme är en ort och kommun i provinsen Ascoli Piceno i regionen Marche i Italien. Kommunen hade 2 696 invånare (2018).